# Halticoptera brevis
Halticoptera brevis är en stekelart som beskrevs av Huang 1991. Halticoptera brevis ingår i släktet Halticoptera och familjen puppglanssteklar. Inga underarter finns listade i Catalogue of Life.